# Verwaltungsgemeinschaft Kirchdorf am Inn
Die Verwaltungsgemeinschaft Kirchdorf a.Inn im niederbayerischen Landkreis Rottal-Inn wurde im Zuge der Gemeindegebietsreform am 1. Mai 1978 gegründet und zum 1. Januar 1994 wieder aufgelöst.
Ihr gehörten die Gemeinden Kirchdorf a. Inn und Julbach an.
Sitz der Verwaltungsgemeinschaft war Kirchdorf a.Inn.